# Ángel Aníbal Guevara
Ángel Aníbal Guevara Rodríguez (La Democracia, Escuintla, Guatemala, 2 de octubre de 1925) es un militar y político guatemalteco Presidente electo de la República de Guatemala  en 1982, puesto que no llegó asumir.

## Carrera Política
Nació en el municipio de La Democracia, en el departamento de Escuintla, fue declarado ganador de las elecciones presidenciales del 7 de marzo de 1982, lo que produjo una serie de manifestaciones por parte de los candidatos opositores Mario Sandoval Alarcón, Gustavo Anzueto Vielman y Alejandro Maldonado Aguirre, quienes alegaban que había existido fraude en el conteo de los votos. Pero sin embargo se postuló para las elecciones generales de 1995 por el Partido Demócrata Guatemalteco aunque obtuvo 0.30% de los votos. 
El general Guevara no pudo asumir el mando debido al golpe de Estado del 23 de marzo de 1982, encabezado por el general Efraín Ríos Montt.